# Literaturtheorie
Literaturtheorie ist die wissenschaftliche Begründung der Literaturinterpretation, der Literaturkritik, der Literaturgeschichte und des Begriffs der Literatur ('Literarizität', 'Poetizität', das Literarische, ihre Bestimmung als Dichtung, Poesie usf.) im Allgemeinen. Literaturtheorie ist ein Teilgebiet der Literaturwissenschaft und hat besonders in der Komparatistik eine zentrale Stellung.
Teilgebiete der Literaturtheorie sind nach traditioneller Unterscheidung literarische Ästhetik, literarische Stilistik, literarische Rhetorik. Neben diesen textimmanenten Analysefeldern haben sich allerdings zahlreiche weitere Betrachtungsweisen etabliert, sodass heute übergreifend zwischen text-, autor-, leser- und kontextorientierten Literaturtheorien unterschieden wird.
Übergreifende Themenkreise sind die des Texts, des Autors, des Lesers, der Epoche, des Kanons und der (Fiktionalität).
Literaturtheorie wird manchmal synonym gebraucht mit Poetik. Da poetologische Fragestellungen aber selbst wieder infragegestellt, verglichen, systematisiert etc. werden können, und diesen Praktiken wiederum ein theoretisches Fundament verliehen werden kann, ist es sinnvoll, beide Fachbereiche voneinander zu trennen. Im englischsprachigen Raum wird literary theory oft mit (literary) criticism gleichgesetzt. Hier gilt ähnliches: Versuche der Interpretation von Literatur können selbst wieder Objekt von Theorie werden.

## Methodik
Eine eigenständige ‚literaturwissenschaftliche’ Methode gibt es nicht; jedoch eine Anzahl geisteswissenschaftlicher Traditionslinien, die einen historisch starken Bezug zur Literaturwissenschaft haben. Literaturtheorien müssen wissenschaftstheoretisch ‚weicheren’ Standards als solche der Naturwissenschaften genügen. Grundsätzliche und unerlässliche Komponenten sind aber:
- Interpretationstheorie: An jede Theorie der Literatur lässt sich der Anspruch erheben, Grundmodell von nachvollziehbaren Interpretationen einzelner literarischer Texte zu sein.

- Modellbildung: Jede Theorie muss eine Anzahl mehr oder minder standardisierter Verfahren anbieten, nach denen solche Interpretationen immer wieder neu auch zu bisher unbekannten Texten zustande kommen können.

- Terminologie: die im Modell gewonnenen Ergebnisse müssen auf eine Reihe von Allgemeinbegriffen rückführbar sein.

Eine sich solchermaßen als deduktiv verstehende Literaturtheorie ist so lange allgemeingültig, bis ein literarischer Text auftaucht, der nicht mehr ins Schema passt. Dann wird die Theorie den neuen Gegebenheiten angepasst. Doch wird sie ebenso wie das von ihr verwendete begriffliche Instrumentarium nie so stabil sein wie deduktive Theorien und deren Begrifflichkeiten: Wie in allen Geistes- und Kulturwissenschaften werden in der Literaturtheorie ältere Konzepte häufig wiederbelebt – teils in Verbindung mit neuen Ansätzen. Auch wechselnde politische und ideologische Einflüsse spielen eine Rolle wie in den von ihr untersuchten Texten selbst. Schließlich ist die neuere Literaturtheorie oft durch begriffliche Extravaganz und teils obskure Terminologie geprägt.
Deduktive Literaturtheorien versuchen im Gegensatz zu historisch orientierten Theorien, zu Aussagen zu gelangen, die auf alle Texte zutreffen, also ahistorische Konstanten aufzuzeigen. So hat zum Beispiel der Strukturalismus versucht, Erzähltexte so zu analysieren, dass sich Kriterien finden lassen, die für alle Erzähltexte gelten. Andere Erzähltheorien sehen andere Elemente als typisch für Erzähltexte an (Perspektive, Erzählsituation usw.).
Hauptaufgabe von Literaturtheorie ist es also grundsätzlich, Literaturinterpretation und -geschichte einen möglichst allgemeinen begrifflichen Apparat zu geben. Diese Terminologien können gegliedert werden je nachdem, auf welchen Gegenstandsbereich der Literatur sie sich beziehen, welcher nach dem Modell Roman Ossipowitsch Jakobsons entweder Sender (Autor), Nachricht (Text), Empfänger (Leser), Code, Kontakt (Kommunikationskanal, Medium) oder Kontext einer literarischen Kommunikationshandlung sein kann.

## Typologie

### Textorientierte Theorien
Alle Theorien, die den literarischen Text als spezifisches, eigenständiges Gebilde begreifen, d. h. ihn nicht aus sozialen Zusammenhängen oder Entstehungsbedingungen ableiten. Dazu gehören die Gattungstheorie und ihre Unterarten – Erzähltheorie, Plot-Modelle, Dramentheorie, Lyriktheorie –, die Theorie der Intertextualität, der Formalismus und seine Spielarten (Close Reading), die Hermeneutik, die literarische Semiotik sowie in neuerer Zeit die Dekonstruktion, durch deren Einfluss eine Annäherung zwischen text- und kontextorientierten Theorien stattgefunden hat.

### Autororientierte Theorien
Zu dieser Gruppe zählen unter anderem biographisch, psychologisch oder psychoanalytisch inspirierte Ansätze und die Produktionstheorien der Empirischen Literaturwissenschaft.
Im Vordergrund stehen meist die Versuche, die Intentionen eines Textes richtig zu erfassen (‚was will uns der Autor damit sagen’), von der Autorpersönlichkeit auf das Werk (oder umgekehrt) zu schließen, die Beurteilung des Verhältnisses von Einzelwerk und Gesamtwerk und die Darstellung rekurrenter Motive in solchen Werkzusammenhängen (‚Parallelstellenmethode’). Schon seit längerem wird hier getrennt zwischen Theorien des historischen Autors, des impliziten Autors (Wayne C. Booth) und der Autorfunktion (Michel Foucault). Hier finden Übergänge zu Kontexttheorien statt: was als ein Autor angesehen wird, ist historisch variabel.

### Leserorientierte Theorien
Alle Theorien, die von Wirkungen oder Wirkungsabsichten der Literatur handeln. Beispiele sind rhetorikanalytische Modelle, die Rezeptionsästhetik und die Rezeptionsforschung der Empirischen Literaturwissenschaft. In den letzten Jahren hat sich im Zusammenspiel mit der Kognitionswissenschaft zudem ein neurologisch fundierter Zweig der Lesertheorie herausgebildet.

### Kontextorientierte Theorien
Alle Ansätze, die Texte primär als Ausdrucksformen historischer und sozialer Zusammenhänge begreifen. Beispiele sind die marxistische Literaturtheorie, der New Historicism, die Kulturwissenschaft, die gendertheoretische Analyse, der Postkolonialismus, die systemtheoretische Literaturwissenschaft, die Theorie des literarischen Feldes sowie der Ecocriticism.
In diesem Bereich haben sich auch zahlreiche interdisziplinäre Zugänge herausgebildet, die etwa nach der gesellschaftlichen Funktion (Literatursoziologie), der psychologischen Funktion (Literaturpsychologie) und der anthropologischen Bedingtheit von Literatur fragen (Literaturanthropologie).

## Geschichte
Es ist generell schwierig, die Geschichte der Literaturtheorie von der der philosophischen Ästhetik, Poetik, Hermeneutik und Rhetorik abzulösen. Literaturtheoretische Fragestellungen ergeben sich oft im 'Fahrwasser' solcher größeren ideengeschichtlichen Einheiten, sind aber dennoch von ihnen abstrahierbar.
Allgemein wird die Literaturtheorie in der klassischen griechischen Poetik und Rhetorik verortet; insbesondere bei Gorgias von Leontinoi, Plato und Aristoteles. Als erste Dichtungstheorie gilt gemeinhin Aristoteles Poetik, die bis ins 18. Jahrhundert einflussreich ist.
Ein weiteres frühes Beispiel ist die Schrift Über das Erhabene des Pseudo-Longinus. Elemente einer Literaturphilosophie finden sich bei Cicero und Quintilian. Horaz’ Poetik widmet sich Fragen der Gattungstheorie.
Mit Sicherheit sind auch die Normen religiöser Textinterpretation, wie sie Mischnah (Wiederholung) und Midrasch (Auslegung) der jüdischen Tora darstellten, wichtige historische Wurzeln der modernen Literaturtheorie.
Im Mittelalter dominiert die orthodoxe Theorie vom vierfachen Schriftsinn, welche den Sinn einer Aussage der Bibel streng reglementiert: er darf in wörtlicher, allegorischer, moralischer und anagogischer (heilsgeschichtlicher) Hinsicht gedeutet werden. Im Italien des 14. Jahrhunderts reflektieren Petrarca und Dante Sprache und Metrik der Dichtung; Giovanni Boccaccio erörtert die Strukturen der Prosa.
In der Zeit der Renaissance, des Barock und des Klassizismus herrscht lange Zeit eine streng normative Regelpoetik, die mit der literarischen Praxis (z. B. bei Philip Sidney, John Dryden und Alexander Pope) eng verbunden ist. Jedoch hebt schon Thomas Sébillet um 1550 die Bedeutung der individuellen Inspiration des Dichters im Vergleich zur Regeleinhaltung hervor. Für Kant gründen ästhetische Urteile auf subjektiver Intuition und nicht auf der Konformität des Kunstwerks mit Regeln, doch werden die Urteile durch die Vernunft kontrolliert, welche verhindert, dass der Urteilende vom Kunstwerk überwältigt wird.
Mit der Entstehung des Geniegedankens im 18. Jahrhundert wird Dichtung nicht mehr als an klare Regeln (normative Poetik) gebundene Tätigkeit, sondern als individuelle Leistung gesehen. Das hat zur Folge, dass Dichtung darauf hin analysiert wird, wie sie effektiv wirkt und was sie leistet, und nicht, ob sie sich an vorgegebene Normen und Konventionen hält. Endgültig wird die Regelästhetik von den Dichtern der Romantik verworfen, die die Gefühlswerte der Literatur und die Aspekte individueller künstlerischer Imagination und Sensibilität betonen. Die englischen Romantiker (William Wordsworth, Percy Shelley, Samuel Taylor Coleridge, John Keats) stellen die Rolle des hypersensiblen Genies bei der imaginativen Kontemplation der Umwelt in den Vordergrund.
Bis ins 19. Jahrhundert hängt die Literaturtheorie eng mit der literarischen Praxis und diese wiederum mit der Literaturkritik zusammen. Letztere professionalisiert sich im Viktorianische Zeitalter (zuerst bei Matthew Arnold) und spaltet sich sowohl von der schriftstellerischen Praxis auch von der Literaturtheorie ab.
Literaturtheorie im modernen Sinne wird erst seit 1915 durch den Russischen Formalismus betrieben, der die erste Schule darstellte, die dezidiert danach fragte, was das Literarische an einem literarischen Text (Literarizität) im Gegensatz zu alltagssprachlichen Texten sei. Ab ca. 1930 wurde der Russische Formalismus weiterentwickelt, als die von Ferdinand de Saussure inspirierten linguistischen Strömungen mit der traditionellen akademischen Philologie kollidierten und das Projekt strukturalistischer Literaturforschung begonnen wurde. Dieses begann mit dem Prager literaturwissenschaftlichen Strukturalismus und den Arbeiten Roman Ossipowitsch Jakobsons und erreichte seinen Höhepunkt im Frankreich der 1950er bzw. 1960er Jahre.
Seit den 1970er Jahren üben poststrukturalistische Theoretiker (Michel Foucault, Jacques Derrida, Gilles Deleuze, Paul de Man) zunehmenden Einfluss auf die Literaturtheorie aus. Seit den 1990er kommen Beiträge von Gender Studies und Postcolonial Studies hinzu. Zudem wurde der postmoderne Literaturbegriff auf alles ausgeweitet, was gelesen werden kann (literary objects). Damit entfällt jede Grundlage für eine Hierarchisierung von Gattungen und Genres, Populär- und Hochkultur.
Jüngere methodische Ansätze versuchen, die unterschiedlichen und sich auch historisch verändernden Inhalte, Produktions- und Rezeptionsweisen methodisch mit Erkenntnissen der Informationssoziologie und der Kommunikations- und Medienwissenschaft abzugleichen, da sich gezeigt hat, dass vielfältige Aspekte dabei Einfluss haben: Alter, Geschlecht, Kultur, weitere sozialwissenschaftliche Kategorien wie die Herkunft aus einem ländlichen oder urbanen Umfeld, die Religionszugehörigkeit und vieles andere mehr. Auf der individuellen Seite sind Aspekte wie der Lerntyp (visuell, akustisch, kinäasthetisch und andere) wichtig. Nicht zuletzt spielt auch die Wahl des Mediums eine Rolle (Medienadäquatheit).